# 14333 Alanfischer
14333 Alanfischer è un asteroide della fascia principale. Scoperto nel 1981, presenta un'orbita caratterizzata da un semiasse maggiore pari a 2,443195 UA e da un'eccentricità di 0,197694, inclinata di 2,160575° rispetto all'eclittica. Ha un periodo di rotazione di 3,825 ore.
Appartiene alla famiglia di asteroidi Nysa.